# Watermark (The Weakerthans)
Watermark è un EP dei Weakerthans, pubblicato su CD nel 2001. Trattandosi di un EP piuttosto breve, il disco include il videoclip del singolo "Watermark" (dall'album del 2000 Left and Leaving). Sono inoltre presenti versioni acustiche dal vivo di due canzoni originariamente pubblicate sul loro album d'esordio Fallow. Le ultime due registrazioni sono state fatte in studio di fronte ad un pubblico per una stazione radiofonica della città canadese di Winnipeg.

## Tracce
1. Watermark
2. Illustrated Bible Stories for Children (live)
3. The Last Last One (live)